# إيه إي دبليو باش أت ذا بيتش
إيه إي دبليو باش أت ذا بيتش بالإنجليزية AEW Bash at the Beach والتي تعني بالعربية سحق علي الشاطئ وهو عبارة عن مجموعة من أحداث المصارعة المحترفة والعروض التلفزيونية الخاصة التي ينتجه ويروج له من قبل أتحاد آول إيليت ريسلينغ (AEW).
 الحدث المكون من جزأين ضمن جولة كريس جيركو عبر البحر المعروفة باسم جيركو كروز الموجة الثانية، والذي استمر تسعة أيام بدء من 15 يناير 2020 من مركز واتسكو في كورال جابلز ، فلوريدا تم عرض حلقة من برنامج أتحاد آول إيليت ريسلينغ (AEW). الرائد إيه إي دبليو ديناميت على TNT. ، مع مباريات من بث الرحلة البحرية في حلقة 22 يناير 2020 من إيه إي دبليو ديناميت. استمرت الأحداث حتى 24 يناير 2020.

## الإنتاج
| وظيفة:      | الاسم         |
| ----------- | ------------- |
| المعلقين    | جيم روس       |
| المعلقين    | توني شيفاني   |
| المعلقين    | إكسكاليبر     |
| مذيع الحلقة | جاستين روبرتس |
| الحكام      | أوبري إدواردز |
| الحكام      | بريس ريمسبورغ |
| الحكام      | بول تورنر     |
| الحكام      | ريك نوكس      |
| المقابل     | جين ديكر      |

## الخلفية
منذ عام 1994 حتي عام 2000 عقد أتحاد بطولة العالم للمصارعة (WCW) سلسلة من عروض الدفع لكل عرض تسمى دبليو سي دبيليو باش أت ذا بيتش وبمجرد أن اشترى الاتحاد العالمي للمصارعة (WWF سابقاً أو WWE الآن) WCW في عام 2001 أنتقلت ملكيته، بما في ذلك العلامة التجارية لـ Bash at the Beach. وفي 2004 و 2005، قد تخلت شركة WWE عن هذه العلامة التجارية بانتهاء هذه العلامة تمكن نائب رئيس أتحاد آول إيليت ريسلينغ (AEW) كودي رودز تسجيل عدة مصطلحات علامات تجارية بما في ذلك «باش أت ذا بيتش» في 18 مارس 2019،   بسبب إنشاء العلامة التجارية من قبل والده داستي رودس. علق كودي رودس على هذه الملفات قائلاً إنها شخصية ولن تستخدمها AEW. ومع ذلك، في 18 نوفمبر 2019، أعلن اتحادآول إيليت ريسلينغ (AEW) أن حلقة 15 يناير 2020 من برنامجهم الرائد الحدث المكون من جزأين ضمن جولة كريس جيركو عبر البحر المعروفة باسم جيركو كروز الموجة الثانية، والذي استمر تسعة أيام بدءاً من 15 يناير 2020 من مركز واتسكو في كورال جابلز ، فلوريدا تم عرض حلقة من برنامج أتحاد آول إيليت ريسلينغ (AEW). الرائد إيه إي دبليو ديناميت على TNT .  والتي كانت بعنوان AEW Bash at the Beach كجزء من رحلة بحرية تشمل أحدث مدتها عشرة أيام بدأت من كورال غيبلز (فلوريدا) وسفينة اللؤلؤة النرويجية اللؤلؤة. من خط الرحلات البحرية النرويجية.

## بناء العرض
شهد عرض باش ات ذا بيتش مجموعة من مباريات مصارعة المحترفين التي من شأنها أن يشارك المصارعين مختلفين في النزاعات المكتوبة وسيناريوهات مكتوبة بشكل مسبق. تم تصوير المصارعون المكروهين والمحبوبين أو الشخصيات الأقل تميزًا في السيناريوهات التي أدت إلى توتر وتودي الي اعلان عن مباراة مصارعة أو سلسلة من مباريات المصارعة. بحيث ستظهر هذه السيناريوهات في عروض فريق اليونج باكس علي اليوتيوب المعروفة بأسم Being The Elite أو في العروض الاسبوعية التي تعرف بأسم أيه اي دبليو دايناميت أو دارك.

## النتائج
| رقم المباراة  | نتائج المباراة | شرط المباراة                                               | الوقت الذي أستغرقته المباراة | المصادر |
| ------------- | --- | ---------------------------------------------------------- | ---------------------------- | ------- |
| 1             | فريق الأيليت (آدم بيج وكيني أوميغا) يهزم فريق اليونغ باكس (نيك جاكسون ومات جاكسون) وفريق بي أن بي (سانتانا وأورتيز) وفريق أفضل الأصدقاء (ترينت ؟ وتشاك تيلور) برفقة أورنج كاسيدي | الفريق الفائز يصبح المتحدي الأول علي لقب AEW العالمي للفرق | 17:06                        | [ 10 ]  |
| 2             | (هيكارو شيدا وكريس ستادلاندر) يهزم فريق نايت مير كوليكتف (برندي رودز وميلاني كروز) برفقة دكتور لوثر                                                                              | مباراة فرق                                                 | 12:15                        | [ 11 ]  |
| 3             | جون موكسلي يهزم سامي جيفارا (بالأخضاع) | الفائز يتأهل للدوري النهائي لبطولة AEW العالمية            | 10:02                        | [ 12 ]  |
| 4             | م جي أف وذا بوتشر وذا بليد (برفقة / ذا باني) يهزمون فريق دايموند دلاس بيج وداستن رودس وكيو تي مارشال                                                                             | مباراة ست رجال فرق                                         | 10:10                        |         |
| الحدث الرئيسي | باك يهزم داربي ألين | الفائز يتأهل للدوري النهائي لبطولة AEW العالمية            | 11:42                        | [ 13 ]  |

### دوري المتحدي الأول # علي بطولة AEW العالمية
|  | نصف النهائيات ديناميت بتاريخ 15 يناير 2020 | نصف النهائيات ديناميت بتاريخ 15 يناير 2020 | نصف النهائيات ديناميت بتاريخ 15 يناير 2020 |       |   | النهائيات ديناميت بتاريخ 22 يناير2020 تم تسجيل الحلقة يوم 21 يناير 2020 | النهائيات ديناميت بتاريخ 22 يناير2020 تم تسجيل الحلقة يوم 21 يناير 2020 | النهائيات ديناميت بتاريخ 22 يناير2020 تم تسجيل الحلقة يوم 21 يناير 2020 |
|  |                                            |                                            |                                            |       |   |                                                                         |                                                                         |                                                                         |
|  | 4                                          | باك                                        | تثبيت                                      |       |   |                                                                         |                                                                         |                                                                         |
|  | داربي ألين                                 | داربي ألين                                 | 11:42                                      |       |   |                                                                         |                                                                         |                                                                         |
|  |                                            |                                            |                                            |       | 4 | باك                                                                     | 17:20                                                                   |                                                                         |
|  |                                            | 1                                          | جون موكسلي                                 | تثبيت |   |                                                                         |                                                                         |                                                                         |
|  | 5                                          | سامي جيفارا                                | 10:02                                      |       |   |                                                                         |                                                                         |                                                                         |
|  | 1                                          | جون موكسلي                                 | إخضاع                                      |       |   |                                                                         |                                                                         |                                                                         |

## روابط خارجية
- الموقع الرسمي